# 가나안 종교

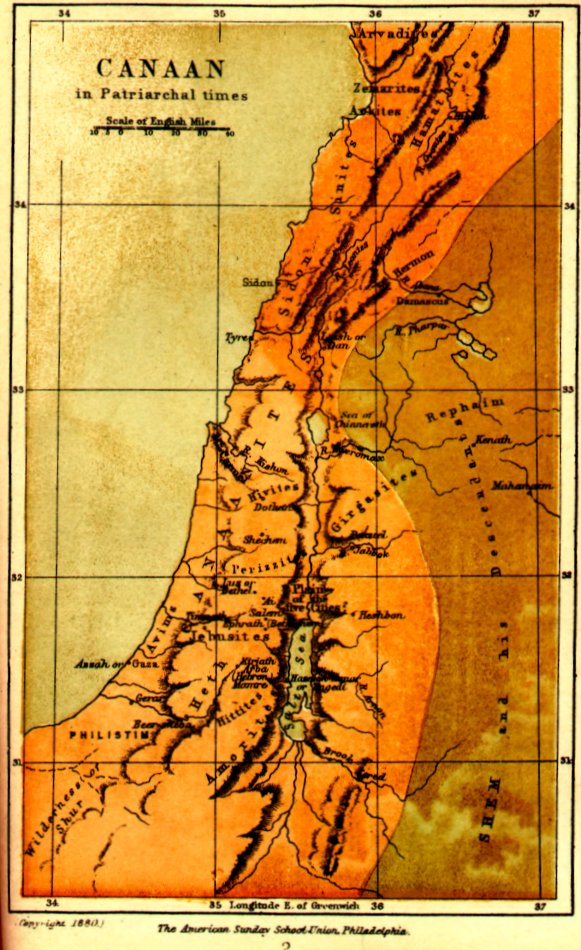
가나안의 지도. 현대에 요르단, 이스라엘, 팔레스타인, 레바논, 시리아가 위치한다.

가나안 종교는 고대 셈족 종교 중 하나로, 레반트의 가나안 지역에 살았던 사람들이 믿었던 종교다. 이르게는 초기 청동기 시대부터 서기1세기까지 존재했다. 대체로 다신교의 형태를 보이나, 일신교의 신앙을 가진 이들도 보인다.

## 신앙

### 내세관
가나안 사람들은 죽음을 영혼이 육신을 떠나 모트의 세계로 들어가는 것이라고 보았다. 영혼이 떠난 육신은 부장품과 함께 묻혔는데, 이 때 음식과 마실 것도 함께 넣어 죽은 이들이 모트의 세계로 들어갈 때 문제가 없도록 했다. 죽은 친척이나 조상들은 신성시 여겨졌으며, 때때로 그들의 영혼을 불러 세계의 비밀을 묻기도 하였다.

### 신화
가나안 종교의 신화는 1920년 발굴된 바알 신화집(Baal Cycle)을 통해 알려졌다. 바알 신화는 바알 하다드와 얌의 전쟁 중간부분부터 전해진다. 여기서 신들의 장인 코타르와카시스가 강과 두 대양의 합류점에 사는 엘에게 소환된다. 엘은 그에게 얌이 공격하기 전에 빨리 얌을 위한 궁전을 지어야 한다고 말한다. 샤파시는 이 소식을 아탈에게 전하는데, 엘이 얌에게 왕권을 줄 것이므로 저항은 소용이 없다는 이야기를 듣고 아탈은 봉기를 멈춘다. 그리고 나서 아타르는 자신에게 장소나 궁정이 없으며, 이제 얌의 손에 패배하는 것이 두렵다고 불평한다. 샤파시는 아탈에게 아내가 없기 때문에(너무 어리기 때문에) 그렇다고 말한다.
다음으로 전해지는 기록은 엘이 연회장에 앉아 있는 모습으로 재개된다. 여기서 엘은 다른 신들의 이야기를 듣는데, 그들은 얌이 수치를 당하고 있다고 말한다. 신들은 이 상황이 해결되지 않으면 파멸을 초래할 것이라고 위협한다. 엘은 그들에게 존경의 표시인 것처럼 응고된 우유를 준다. 엘은 얌에게 바알을 그의 왕좌에서 몰아내야 할 것이라고 말한다. 이후 코타르와카시스는 바다 밑에 도착하여 얌에게 그가 분수에 맞지 않는 자리에 오른 까닭에, 바알이 좌시하지 않을 것이며 마법무기에 의해 죽음을 맞을 것이라고 위협한다. 얌은 렐산에 있는 엘에게 바알과 그의 심복들의 항복을 요구하는 전갈을 보낸다. 그러나 렐산에서 이 말을 들은 바알은 아나트와 아트타르트의 제지를 뿌리치며 사신들을 공격한다.
이야기는 다시 바알과 얌이 전투하는 장면에서 시작한다. 여기서 바알은 얌의 힘과 사나운 바다 생물들 때문에 절망한다. 코타르와카시스는 바알이 승리하고 끝이 없는 왕국을 차지할 것이라고 확신하고, 바알을 위해 두 개의 신성한 곤봉을 가져간다. 코타르와카시스는 이 곤봉에 마법의 힘이 깃든 이름을 짓고 그 몽둥이로 두 번 자신을 때린다. 몽둥이를 받은 바알은 얌을 끌어내어 그를 죽인다. 그리고 아트타르트는 바알에게 얌이 죽었으며 그에게 반기를 드는 이들은 모두 흩어졌고, 바알이 다시 왕이 되었다고 외친다.
이후 아티라트와 아나트의 도움을 받아 바알은 엘에게 궁전을 자신에게 넘기라 설득한다. 엘이 승낙함에 따라 궁전은 코타르와카시스에 의해 완성된다. 궁전이 건설된 후, 바알은 궁전 창문 밖에서 우레와 같은 굉음을 내며 죽음의 신 모트에게 도전한다. 모트는 창문으로 들어가 바알을 삼켜 지하세계로 보낸다. 비를 내려줄 사람이 없어 바알이 없는 곳에는 지독한 가뭄이 든다. 다른 신들, 특히 엘과 아나트는 바알이 지하세계로 끌려간 것에 화가 났다. 아나트는 저승으로 가서 칼로 모트를 공격해 산산조각 내고, 그를 멀리 흩뜨린다. 모트가 패배함에 따라, 바알이 지구로 돌아오고, 다시 비가 내리기 시작한다.

### 종교적 관습
텔 에스사피 유적에서 발굴작업을 통해 초기 청동기 시대의 양, 염소, 당나귀의 유해가 발견되었다. 특히 희생 동물 중 하나인 온전한 당나귀가 건물의 기초 아래에서 발견되었는데, 종교적 목적을 위해 제물로 바쳐진 것으로 추정한다. 이 동물들은 또한 이집트에서 수입 들여온 것으로 추정된다.
가나안 사람들의 종교적 관습이 정확히 어떠했는지 재구하는 것은 사실상 불가능한 것으로 여겨진다. 어린이를 제물로 바쳤다는 이야기가 구약성경 등 주변국의 문헌에서 전해지지만 해당 기록들의 중립성이 의심되고, 또한 고대 페니키아나 가나안 고전 문헌에서는 그와 같은 내용이 발견되지 않는다. 가나안 사람들은 부모를 보살피는 자녀의 의무를 고결한 것으로 보았으며, 특히 다르들은 부모를 매장하고 무덤을 관리할 책임이 있었다.
가나안의 신들은 그들을 위한 사당에서 숭상되었다. 이 사당은 종종 작은 숲으로 둘러쌓인 언덕 꼭대기 등 높은 장소에 지어졌다.